# Horná Poruba
Horná Poruba es un municipio del distrito de Ilava en la región de Trenčín, Eslovaquia, con una población estimada a final del año 2024 de 1104 habitantes.
Se encuentra ubicado al norte de la región, cerca del río Váh (cuenca hidrográfica del río Danubio) y de la frontera con la República Checa.

## Demografía
| Año        | 1994 | 2004    | 2014    | 2024    |
| ---------- | ---- | ------- | ------- | ------- |
| Población  | 1109 | 1093    | 1073    | 1104    |
| Diferencia |      | −1,44 % | −1,82 % | +2,88 % |

| Año        | 2023 | 2024    |
| ---------- | ---- | ------- |
| Población  | 1110 | 1104    |
| Diferencia |      | −0,54 % |